# Парламентские выборы на Гренаде (1999)
Досрочные парламентские выборы на Гренаде проводились 18 января 1999 года. На них были избраны 15 депутатов Палаты представителей. Правящая Новая национальная партия (ННП) получила все места парламента. Лидер ННП Кит Митчелл стал премьер-министром страны. Участие составило 56,5 %.

## Предвыборная обстановка
Предыдущие выборы 1995 года обеспечили большинство в парламенте Национально-демократическому конгрессу, получившему 8 мест из 15. Однако в конце 1998 года партия потеряла большинство, когда два её министра подали в отставку, обвиняя правительство в коррупции. В результате парламент был распущен 2 декабря 1998 года за 18 месяцев до конца действия его полномочий и новые выборы были назначены на 18 января.

## Результаты
| Партия                                      | Голоса | %    | Места | +/-   |
| ------------------------------------------- | ------ | ---- | ----- | ----- |
| Новая национальная партия                   | 25 896 | 62,5 | 15    | +10 ▲ |
| Национально-демократический конгресс        | 10 396 | 25,1 | 0     | -8 ▼  |
| Объединённая лейбористская партия Гренады   | 4853   | 11,7 | 0     | -2 ▼  |
| Патриотическое движение имени Мориса Бишопа | 260    | 0,6  | 0     | 0     |
| Старая добрая демократическая партия        | 12     | 0,0  | 0     | 0     |
| Независимые                                 | 38     | 0,1  | 0     | 0     |
| Недействительных/пустых бюллетеней          | 203    | -    | -     | -     |
| Всего                                       | 41 658 | 100  | 15    | 0     |
| Источник: Nohlen                            |        |      |       |       |